# Yotuel Romero
Yotuel Omar Manzanarez Romero (L'Avana, 6 ottobre 1976) è un cantante, attore, ballerino e musicista cubano, conosciuto con il nome d'arte di Yotuel & his Afrocubanpunk o più semplicemente come Yotuel, ex componente del gruppo musicale rap Orishas.

## Biografia
Fin da giovane le passioni di Yotuel erano sport e musica. A soli 5 anni ha cominciato a giocare a pallanuoto. A 15 anni ha iniziato a praticare la forma Jujitsu delle arti marziali, fino all'età di 19 anni. 
Ha iniziato ad eseguire musica rap sin da giovane. Quando aveva 18 anni, ha formato, insieme al suo amico Hiram Riveri e Joel Pando, un gruppo rap chiamato Amenaza (Menace). Avere un successo come artista rap a Cuba si è rivelato troppo difficile, così ha anche iniziato a recitare in teatro e in televisione, lavorando inoltre come modello. 
Durante l'anno 1996, Livan Nuñez, un cantante cubano che vive in Francia, ha visitato Cuba ed ha fatto presente al gruppo di Yotuel il suo interesse per registrare alcuni brani con loro. 
Nel 1997 hanno vinto il primo premio nella 3ª edizione del Premio Musica Rap sottosuolo cubano; più tardi quello stesso anno avrebbero registrato un demo prodotto da Alfonso X. Grazie a ciò, Yotuel e il suo gruppo, a Cuba ottengono un discreto successo. Successivamente, si faranno conoscere anche in Francia, dove però non riusciranno a sfondare e saranno costretti ad uscire dalle scene. Torneranno dopo un mese di assenza, con l'aggiunta di qualche nuovo elemento nel gruppo, in un club chiamato Cupol e da quel momento nascerà il vero gruppo, gli Orishas. Subito inizieranno a scrivere testi e temi musicali per un demo, che più tardi sarebbe diventato il loro primo album intitolato A Lo Cubano.
Ha lavorato in diverse serie televisive, in particolare in Spagna con Paso adelante, dove ha interpretato il ruolo di Pavel Rodriguez. Questa interpretazione gli regalerà parecchia popolarità, e lo farà conoscere anche in Italia. Yotuel ha inoltre recitato in qualche film ed in alcune campagne pubblicitarie per Ducados e Havana Club.
Oltre ad essere cantante, attore, musicista e modello, ha anche lavorato come produttore discografico. Ha scritto diverse canzoni per il mondo del cinema, tra cui spiccano il brano Atrevido per il film Bad Boys II (2003), e il brano Triunfo per il film Tutto sua madre (2013).
Yotuel è stato co-sceneggiatore del Grammy Latino 2003, album vincitore del premio Platinum vendita, con il gruppo rap Orishas. Tra gli altri, con il gruppo ha vinto anche il Latin Grammy Awards 2003 per il Best Rap / Hip-Hop Album. Questo stesso album è stato inoltre nominato per il Grammy Award 2003 come miglior Latin Rock / Alternative Album.
Nel 2010, gli Orishas si sono sciolti e così Yotuel ha intrapreso la carriera da solista. Con il nome d'arte di Yotuel & his Afrocubanpunk o semplicemente Yotuel, nel 2011 ha inciso il suo primo album, intitolato Rock 'n Roll con Chancleta.
Dal 2003 è legato sentimentalmente all'attrice e cantante spagnola Beatriz Luengo, conosciuta sul set di Paso adelante, dove lei interpretava Lola, con la quale spesso collabora sul lavoro. I due si sono sposati il 6 novembre 2008 e il 20 agosto 2015 è nato il loro primo figlio. L'11 aprile 2021 sono diventati nuovamente genitori di una bambina.
Yotuel è inoltre padre di un bambino nato nel 1999 da una precedente relazione.

## Filmografia

### Cinema
- Perfecto amor equivocado, regia di Gerardo Chijona (2004)
- Radio Love, regia di Leonardo Armas (2008)
- El Baile de San Juan, regia di Francisco Athié (2010)
- El acompañante, regia di Pavel Giroud (2015)

### Televisione
- Paso adelante (Un paso adelante) - serie TV, 20 episodi (2002-2004)
- Hospital Central - serie TV, 1 episodio (2006)

## Discografia
Da solista
- 2011: Rock 'n Roll con Chancleta

## Doppiatori italiani
- Roberto Gammino in Paso adelante